# Mannia foreaui
Mannia foreaui là một loài rêu trong họ Aytoniaceae. Loài này được Udar & V. Chandra mô tả khoa học đầu tiên năm 1965. Danh pháp khoa học của loài này chưa được làm sáng tỏ. 